# L'infinito (album Luca Napolitano)
L'infinito è il primo album studio del cantautore italiano Luca Napolitano, pubblicato il 23 ottobre 2009 dalla Warner Music.
Il disco, composto da 11 tracce, registrate tra giugno e ottobre 2009, è stato anticipato dal singolo L'infinito (scritto da Andrea Amati e Fabio Vaccaro), uscito in radio il 9 ottobre 2009. Il lavoro è stato prodotto e arrangiato da Nicolò Fragile.
Napolitano ha scritto 2 degli inediti presenti nell'album: Dimenticarmi di te e Mi manchi adesso.
Il tema principale che unisce tutti i brani dell'album è l'amore.

## Tracce
1. L'infinito – 3:14 (Andrea Amati, Fabio Vaccaro)
2. Mi manchi adesso – 3:21 (Nicolò Fragile, A. Ravasini, Luca Napolitano)
3. La fragilità – 3:24 (Emiliano Cecere, Diego Calvetti, Marco Ciappelli, Alberto Casanova)
4. Quando tutto era amore – 3:47 (Saverio Grandi)
5. Qui con me – 3:31 (Alberto Nelli, Davide Verona)
6. Mia – 3:15 (Federica Camba, Daniele Coro)
7. Fidati di me – 4:17 (Alberto Nelli)
8. La mia sola storia – 3:25 (Alessio Zini, Junior Magli)
9. Ora guardami – 3:27 (Francesco Morettini, Emiliano Cecere, Andrea Amati)
10. Dimenticarmi di te – 3:50 (Luca Napolitano)
11. Nel vento – 4:11 (Alessio Zini, Junior Magli)

Traccia bonus (iTunes)
1. L'infinito (Piraz domu mix) – 3:30 – Remix prodotto da Andrea Piraz

## Classifiche
| Classifica (2009) | Posizione massima |
| ----------------- | ----------------- |
| Italia            | 16                |